# Prärievarg
Prärievarg eller koyot, coyote (Canis latrans) är ett rovdjur inom familjen hunddjur som förekommer i Nord- och Centralamerika.
Latrans i namnet är latin för att skälla.

## Utseende
Prärievargen har spetsig nos, kort och stark hals samt relativt stora och breda öron som slutar i en spets. Den har tjock päls och är genomgående gulgrå på ovansidan, halsen och svansens ovansida är mörkare och undersidan ljusare. Oftast har svansen svart spets. Den är 0,7–1 meter lång (huvud och bål) och har en mankhöjd på upp till 55 centimeter. Svansen är cirka 40 centimeter lång och den väger 8–22 kilogram. Honor är allmänt något mindre och lättare än hanar.
Tandformeln är I 3/3 C 1/1 P 4/4 M 2/3, och den har alltså 42 tänder.
Detta hunddjur har fem fingrar vid framtassarna och fyra tår vid bakfötterna. Tummen är förminskad och ligger på framfötternas sida så att den inte når marken. Alla fingrar och tår är utrustade med något böjda klor.

## Utbredning

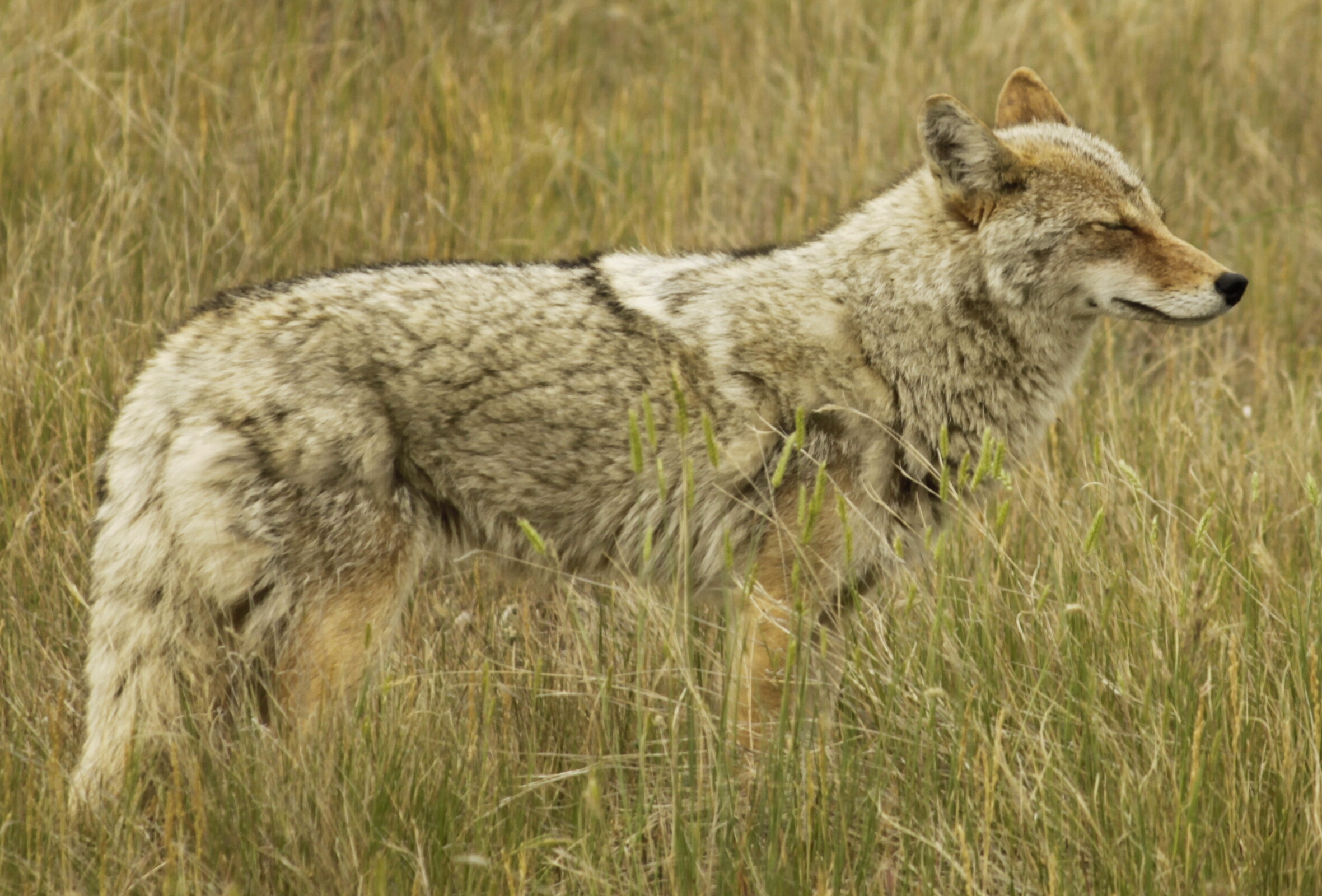

Prärievargens utbredningsområde sträcker sig över stora delar av Nord- och Centralamerika, från Alaska och nordvästra Kanada söderut till västra Panama. Dess utbredning har ökat snabbt på den nordamerikanska kontinenten sedan 1990-talet.

## Ekologi
Prärievargen förekommer på prärien, i täta skogar och i öken. Djuret har bra förmåga att anpassa sig till människan, varför den inte är ovanlig på jordbruksmark, i trädgårdar och nära bostäder. Prärievargen livnär sig huvudsakligen på möss och hardjur. Mer sällan tar den fåglar, ormar och as. Ibland kan det hända att en flock prärievargar dödar en sjuk eller svag hjort. I motsats till varg lever prärievargen även i mindre utsträckning av vegetabilisk föda. I närheten av människan letar den även föda i avfall och soptunnor.
Artens lya har vanligen flera ingångar och hålet vid ingången har en diameter av 30 till 45 cm. Bredvid huvudentrén finns en hög med den jord som prärievargen har grävd fram. På högen syns många spår och där lämnas även avföring.
Det dokumenterades även prärievargar som jagade tillsammans med nordamerikansk grävling (Taxidea taxus). Prärievargen upptäcker gnagarnas bon med hjälp av luktsinnet och sedan kryper grävlingen in i boet och fångar de flesta byten. De gnagare som flyr från boet fångas av prärievargen.
Arten är främst aktiv tidigt på morgonen och sent på kvällen. Under den kalla årstiden anpassar sig prärievargen efter aktivitetstiden av sina byten. I närheten av människans samhällen är den huvudsakligen aktiv när de flesta människor sover.
Prärievargen lever oftast i släktgrupper med två till sex individer. Ibland uppträder de även ensamma. Flocken består vanligen av ett dominant föräldrapar, deras ungar och ibland tolereras andra vuxna individer i flocken. Större flockar har cirka 10 medlemmar. För kommunikationen har de olika läten och de ylar liksom vargar för att visa anspråk på ett revir. Dessutom markerar alfahannen reviret med körtelvätska. Honan föder i genomsnitt sex ungar och dräktigheten varar i ungefär sextio dagar.
Det förekommer hybrider mellan koyoter och hundar men hybrider med varg är mycket ovanlig, eftersom prärievargen är ett av dess bytesdjur. Andra fiender i djurriket är puman och olika örnar.

## Prärievargen och människan

### Status och hot
Prärievargen är inte hotad utan istället har dess utbredningsområde ökat sedan 1990-talet. IUCN kategoriserar därför arten som livskraftig (LC).

### Attacker mot människa
Det har även förekommit attacker av prärievargar mot människor. I sällsynta fall har dessa fått dödlig utgång. Kelly Keen, en treårig flicka dödades i augusti 1981 i Glendale, Kalifornien. Det mest kända händelsen är förmodligen den attack som resulterade i folksångerskan Taylor Mitchells död den 28 oktober 2009.

### Hare Indian Dog
Den utdöda amerikanska hundrasen Hare Indian Dog som var vanlig hos indianfolket Sahtú i nordvästra Kanada var möjligen en hybrid mellan prärievarg och tamhund eller en halvtam prärievarg. Liknande uppgifter finns i alla fall i äldre beskrivningar som i Nordisk familjebok. Prärievargen är symbol och smeknamn för NHL-laget från Glendale, som heter Arizona Coyotes.